# 나탈리야 리솝스카야

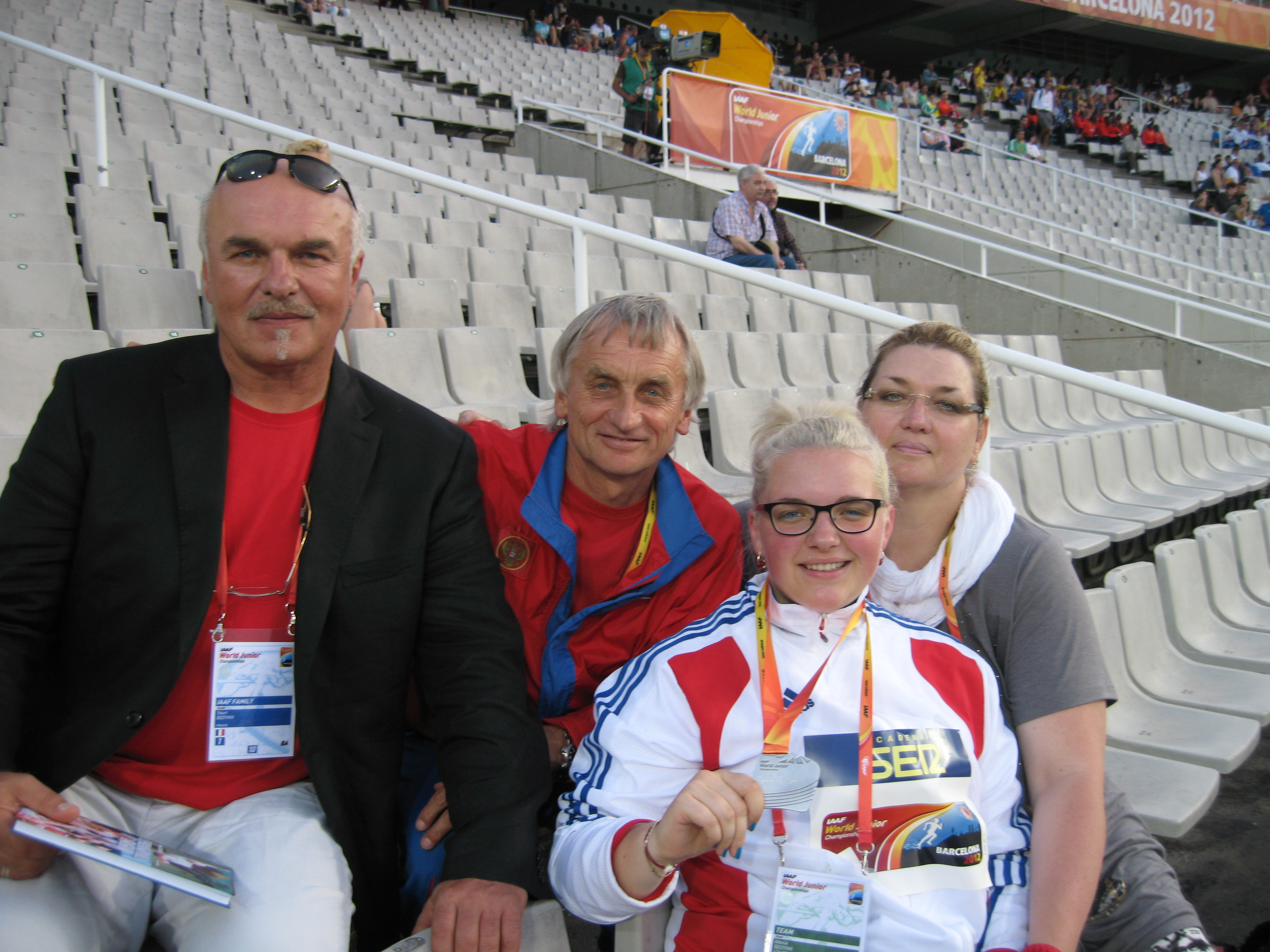

나탈리야 베네딕토브나 리솝스카야(러시아어: Наталья Венедиктовна Лисовская, 1962년 7월 16일 ~ )는 소비에트 연방의 육상 포환던지기 선수였다.
바시키르 공화국의 알레가지에서 태어나 모스크바의 스파르타크에서 훈련하였다.
1988년 서울 올림픽에서 금메달을 획득한 리소프카야는 그전의 해에 모스크바에서 22.63m를 던져 세계 기록을 보유하고 있다. 그녀는 또한 스포츠 사상 첨의 여성 포환던지기 선수에 의한 4개의 가장 멀리 던진 기록을 가지고 있다.
또한 1회의 세계 육상 선수권(1987), 2회의 세계 실내 선수권(1985, 1987)과 1회의 월드컵(1985) 타이틀을 석권하기도 하였다.